# Salamis anteva
Salamis anteva är en fjärilsart som beskrevs av Ward 1870. Salamis anteva ingår i släktet Salamis och familjen praktfjärilar. Inga underarter finns listade i Catalogue of Life.